# АСНОВА
АСНОВА (Ассоциация новых архитекторов) — первая творческая организация в советской архитектуре, ставшая оплотом архитекторов-рационалистов.

## История
Устав АСНОВА был зарегистрирован 23 июля 1923 года, однако ещё в 1921 году в Институте художественной культуры начала свою деятельность рабочая группа в составе Н. А. Ладовского, В. Ф. Кринского и А. М. Рухлядева, которая стала впоследствии ядром организации. Учредителями АСНОВА стали архитекторы Н. А. Ладовский, Н. В. Докучаев, В. Ф. Кринский, А. М. Рухлядев, Л. М. Лисицкий, А. В. Бунин, А. Ефимов, В. И. Фидман, С. Мочалов и В. С. Балихин; художники А. М. Родченко, Б. Д. Королёв, инженер А. Ф. Лолейт. Согласно уставу АСНОВА, район её деятельности распространялся только на Москву. Первым председателем ассоциации стал А. Ф. Лолейт, затем его сменил Н. А. Ладовский. Членом АСНОВА был даже такой независимый архитектор, как К. С. Мельников. Также входили студенты и выпускники архитектурного факультета Вхутемаса: В. А. Лавров, И. В. Ламцов, М. А. Туркус, М. П. Коржев, Т. Н. Варенцов, Н. П. Травин, Л. С. Залесская и другие. К марту 1926 года организация насчитывала 35 членов.
АСНОВА выдвинула идею синтеза архитектуры и других видов искусства, создающего новый вид искусства. Члены организации ставили перед собой задачу «рационального обоснования качеств» архитектуры и называли себя «рационалистами», противопоставляя себя не только старым архитектурным обществам (Московскому архитектурному обществу (МАО) и Петербургскому обществу архитекторов), но и возникшей в 1925 году организации конструктивистов — Объединению современных архитекторов (ОСА). По мнению членов АСНОВА, от конструктивистов их отличало внимание как к формальной стороне архитектуры, так и эмоционально-эстетическим её качествам. На раннем этапе архитектурная практика членов ассоциации была крайне незначительной, что сами архитекторы АСНОВА связывали с «архитектурной блокадой» со стороны противников — членов других архитектурных организаций; нередко члены ассоциации сами отказывались от участия в конкурсах из-за недоверия к составу жюри. Так, например, члены АСНОВа не стали принимать участие в конкурсе на проект Дворца труда в Москве, жюри которого состояло из членов МАО.
В 1926 году под редакцией Л. Лисицкого и Н. Ладовского был издан первый номер «Известий АСНОВА», в который вошли статья Ладовского «Основы построения теории архитектуры» и наиболее значительные проекты членов ассоциации 1923—1925 годов. В 1928 году Ладовский и ряд его единомышленников покинули АСНОВА и создали Объединение архитекторов-урбанистов (АРУ). После ухода Ладовского председателем АСНОВА в 1928—1932 годах являлся М. П. Коржев.
В 1930 году АСНОВА на правах сектора вошла в Московское областное отделение Всесоюзного архитектурно-научного общества (МОВАНО). В 1931 году ассоциация опубликовала свою «Программно-идеологическую установку». Прекратила существование в 1932 году в связи с созданием Союза советских архитекторов.